# Departamento Huiliches
Das Departamento Huiliches liegt im Südwesten der Provinz Neuquén im Süden Argentiniens und ist eine von 16 Verwaltungseinheiten der Provinz. 
Es grenzt im Norden an das Departamento Aluminé, im Osten an die Departamentos Catán Lil und Collón Curá, im Süden an das Departamento Lácar und im Westen an Chile. 
Die Hauptstadt des Departamento Huiliches ist Junín de los Andes.

## Bevölkerung

### Übersicht
Das Ergebnis der Volkszählung 2022 ist noch nicht bekannt. Bei der Volkszählung 2010 war das Geschlechterverhältnis mit 7.363 männlichen und 7.362 weiblichen Einwohnern ausgeglichen.
Nach Altersgruppen verteilte sich die Einwohnerschaft auf 4.112 Personen (27,9 %) im Alter von 0 bis 14 Jahren, 9.782 Personen (66,4 %) im Alter von 15 bis 64 Jahren und 831 Personen (5,6 %) von 65 Jahren und mehr.

### Bevölkerungsentwicklung
Das Gebiet ist sehr dünn besiedelt. Die Bevölkerungszahl hat seit 1960 stark zugenommen. Die Schätzungen des INDEC gehen von einer Bevölkerungszahl von 18.302 Einwohnern per 1. Juli 2022 aus.
| Jahr | 1947  | 1960  | 1970  | 1980  | 1991  | 2001   | 2010   | 2022    |
| Einwohner                                                                                                | 5.706 | 4.143 | 6.038 | 7.550 | 9.679 | 12.700 | 14.725 | k. Ang. |
| Bevölkerungsentwicklung des Departements seit 1947; Quelle: Ergebnisse der Volkszählungen in Argentinien |       |       |       |       |       |        |        |         |

## Städte und Gemeinden
Das Departamento Huiliches gliedert sich in eine Gemeinde erster Kategorie (Junín de los Andes) und die Cuarteles Auca-Pan, Atreuco, Chiquilihuin, Malleo, Tropezón, Puerto Tromen und Tres Puentes.